# István Fábián
István Fábián es un deportista húngaro que compitió en piragüismo en la modalidad de aguas tranquilas. Ganó dos medallas en el Campeonato Mundial de Piragüismo, en los años 1977 y 1981.

## Palmarés internacional
| Campeonato Mundial | Campeonato Mundial       | Campeonato Mundial | Campeonato Mundial |
| Año                | Lugar                    | Medalla            | Competición        |
| ------------------ | ------------------------ | ------------------ | ------------------ |
| 1977               | Sofía (Bulgaria)         | Medalla de plata   | K1 10 000 m        |
| 1981               | Nottingham (Reino Unido) | Medalla de bronce  | K1 10 000 m        |